# Timur Mirošnyčenko
Timur Valerijovyč Mirošnyčenko (in ucraino Тімур Валерійович Мірошниченко?; Kiev, 9 marzo 1986) è un conduttore televisivo ucraino.

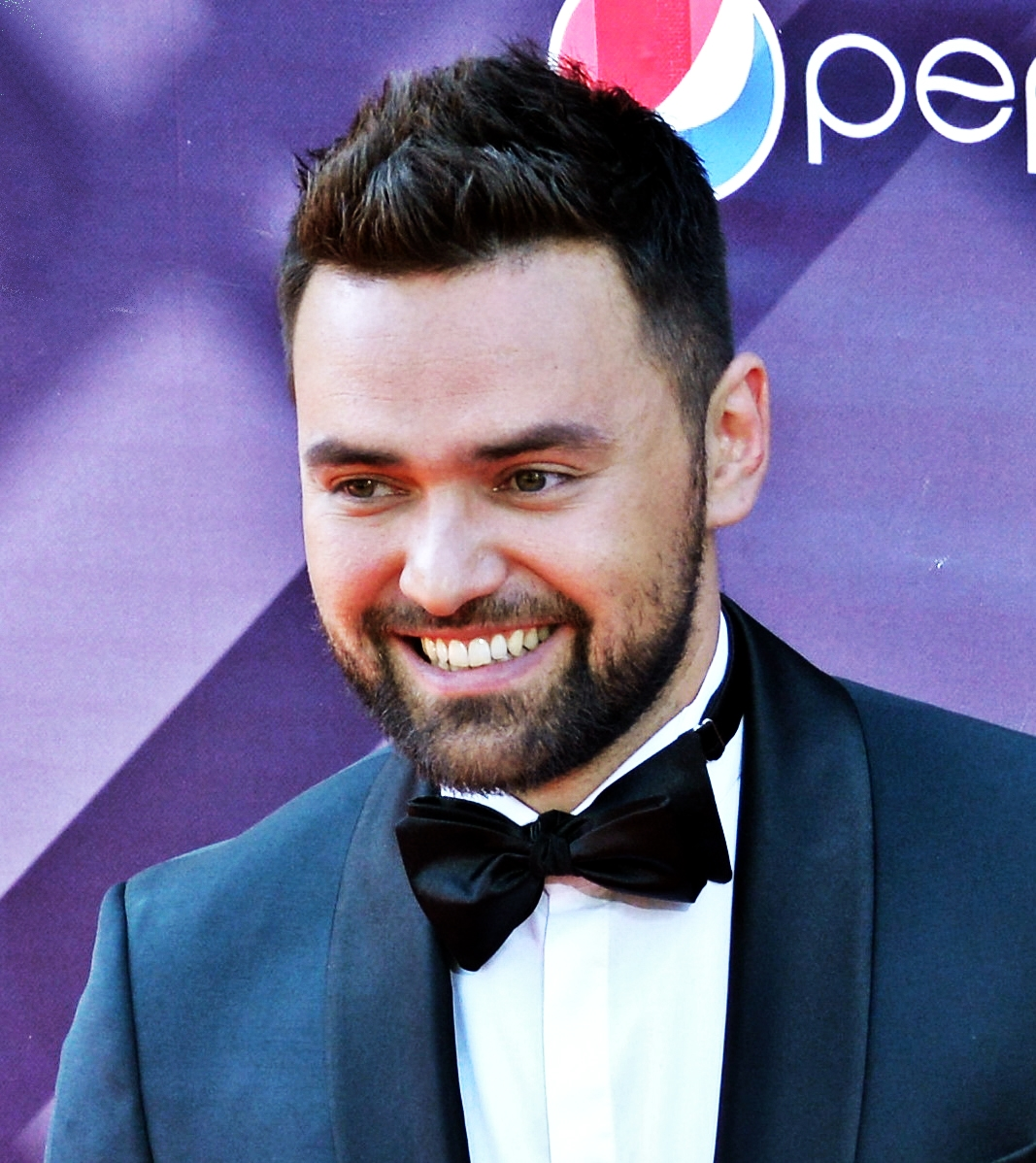
Timur Mirošnyčenko all'Eurovision Song Contest 2017

La sua carriera televisiva inizia nel 2005, quando diventa il commentatore del Junior Eurovision Song Contest 2005, il primo ad essere trasmesso in Ucraina.
Nel 2007 diventa il commentatore ufficiale dell'Eurovision Song Contest per la NTU sostituendo DJ Pasha e commenta quindi l'evento tutti gli anni, compreso quello del 2015 a Vienna nonostante l'Ucraina non sia tra i partecipanti. Mirošnyčenko conduce inoltre il programma Як це? (Com'è?) sempre per la NTU.
Mirošnyčenko ha condotto inoltre per due volte il Junior Eurovision Song Contest, quello del 2009 con Ani Lorak e quello del 2013 con Zlata Ohnjevič, entrambi svoltisi a Kiev. 
Il 26 febbraio 2017 viene annunciato come presentatore dell'Eurovision Song Contest 2017 di Kiev, insieme a Oleksandr Skičko e Volodymyr Ostapčuk. Per la prima volta l'Eurovision Song Contest è stato condotto da tre uomini e per la seconda volta, dopo l'edizione del 1956, non è stato condotto da nessuna donna.

## Televisione
- Junior Eurovision Song Contest (UA:PBC, 2005-2020[5])
- Eurovision Song Contest (UA:PBC, dal 2007[6])